# Dialeurodicus similis
Dialeurodicus similis là một loài côn trùng cánh nửa trong họ Aleyrodidae, phân họ Aleurodicinae.
Dialeurodicus similis được Bondar miêu tả khoa học đầu tiên năm 1923.